# Draconidi

Una Draconide in caduta verso la Terra.

Le  Draconidi, note anche come Giacobinidi, sono uno sciame meteorico imparentato con la cometa periodica Giacobini-Zinner con radiante (ovvero il punto dal quale sembrano provenire tutte le scie) collocato nella testa della costellazione del Drago. La loro sigla internazionale è DRA.
L'evento si ripete con differente intensità durante i primi di ottobre, nelle notti tra l'8 ed il 10 ottobre. Il periodo migliore per l'osservazione è costituito dalle ore serali, al contrario della maggioranza degli altri sciami: la loro velocità è tra le più basse conosciute.

## Eventi maggiori
Nel 1933 e nel 1946 sono state osservate piogge di migliaia di meteore l'ora. Una notevole intensità è stata rilevata inoltre negli anni 1985 e 1998.
Il perielio ed il nodo discendente (uno dei due punti nei quali l'orbita della cometa interseca il piano dell'eclittica) dell'orbita della cometa Giacobini-Zinner rimangono prossimi all'orbita della Terra. Di conseguenza, il nostro pianeta si trova ad incontrare ogni anno parte della nube di materiale emesso dalla cometa in prossimità del suo perielio. La densità meteorica maggiore dovrebbe assumere il suo valore massimo in corrispondenza del nodo, ovvero quando la Terra attraversa una regione di spazio assai prossima a quella attraversata dalla cometa come nel 1998 e, a livello un po' inferiore, nel 2005. In particolare le densità meteoriche maggiori sono state rilevate quando la Terra seguiva da vicino la cometa. Quando ciò non accade, la nube di materiale ha tempo di diradarsi o spostarsi ed il fenomeno può apparire diminuito in intensità. Inoltre, le perturbazioni gravitazionali di Giove causano, all'incirca ogni due rivoluzioni della cometa intorno a Sole (quindi circa ogni dodici anni), variazioni nell'orbita cometaria, che avvicinando o allontanando il percorso della cometa dalla Terra, co-determinano l'intensità delle Draconidi osservate.
Uno sciame meteorico è avvenuto l'8 ottobre 2011, come previsto anche se la luna crescente ha ridotto la visibilità di alcune meteore.
Nel 2012, l'analisi radar ha permesso di rilevare una densità meteorica di circa 1000 meteore all'ora. Questa pioggia potrebbe essere stata causata dalla stretta scia di detriti lasciati dalla cometa progenitrice nel 1959.